# Rave Teacher (Somebody Like Me)
Rave Teacher (Somebody Like Me) è un singolo del gruppo musicale tedesco Scooter, pubblicato il 5 aprile 2019. È il primo brano realizzato con la nuova formazione comprendente Sebastian Schilde.

## Storia
Il brano è stato presentato per la prima volta dal vivo il 23 marzo a Bratislava. La canzone è una cover di Somebody Like Me dei Xillions, basata sulla versione remix di Mark With A K. Questo brano segna un ritorno allo stile degli anni 2000 per gli Scooter.

## Tracce
1. Rave Teacher (Somebody Like Me) (Radio Edit) – 3:15
2. Rave Teacher (Somebody Like Me) (Extended) – 5:02

## Altre versioni
Sulla base delle informazioni condivise su Facebook, era previsto un Club Mix, ma non è mai stato rilasciato ufficialmente. Tuttavia, durante il tour "God Save The Rave", è stata eseguita una versione strumentale speciale che includeva elementi del Club Mix e che passava a una base hardstyle.
Il brano è incluso anche nella compilation "Kontor Top of the Clubs 2019.02".
L'album "God Save The Rave" del 2021 contiene una versione simile a quella suonata durante il tour, chiamata "Album Edit".

## Videoclip
Il videoclip, più semplice rispetto ai precedenti, è stato rilasciato l'8 aprile. Si svolge interamente in uno studio che ospita un'auto della polizia con il logo degli Scooter sul lato, in riferimento al progetto "The Timelords" dei The KLF. I membri degli Scooter appaiono sia all'interno che davanti all'auto, insieme a un ballerino vestito con una tuta e una maschera da sub.